# Croce domenicana

Croce domenicana

Una croce domenicana è un particolare tipo di croce gigliata di colore bianco (segno di purezza e castità) e nero (segno di rinuncia e di penitenza). Essa è utilizzata all'interno dello stemma dell'ordine dei predicatori.

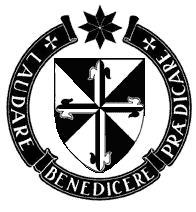
Emblema dell'Ordine dei frati predicatori

L'emblema è sormontato dalla stella ad otto punte — simbolo di predestinazione ed insegna personale di san Domenico — ed è circondato da un nastro su cui sono impresse le parole Laudare, benedicere, prædicare; quest'ultimo fu tratto dal Prefazio mariano per essere adottate come motto dell'ordine, nel 1656, e fu poi aggiunto allo stemma solo verso la fine del XIX secolo, quando prese il posto della scritta Veritas, che precedentemente si apponeva al di sopra dello stemma.